# Karl Jatho

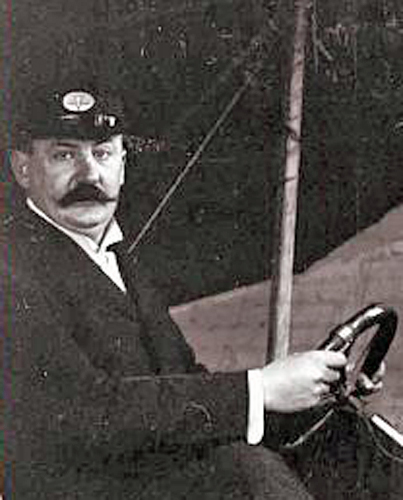
Karl Jatho 1907/1908 am Steuer seines Zweiflächers

Karl Jatho (* 3. Februar 1873 in Hannover; † 8. Dezember 1933 ebenda) war ein deutscher Beamter und Flugpionier. Laut seinen persönlichen Notizen sowie 30 Jahre später beigebrachten angeblichen notariellen Bestätigungen soll er einer der ersten Menschen gewesen sein, die einen motorisierten Flug durchgeführt haben. Es gibt bislang keine Quelle, die dafür einen unabhängigen Beleg vorlegt. Seine frühen Versuche und technischen Experimente lösten jedoch nicht das Problem des Motorflugs, da Jatho die Gesetze des Auftriebs nur unzureichend umsetzte.

## Leben
Nach Besuch des Realgymnasiums I und einer Präparandenanstalt in Hannover durchlief Jatho ab 1891 eine Ausbildung im Expeditions- und Registraturwesen. 1892 trat er in den Dienst der Hannoverschen Stadtverwaltung; am 1. April 1901 wurde er zum städtischen Beamten ernannt. Bevor er seine Flugleidenschaft entdeckte, machte sich Karl Jatho als Radsportler und an der Seite seiner Schwester als Hochrad-Akrobat einen Namen. Ab 1896 baute Jatho Am Jagdstall bei der Lister Bockwindmühle Gleitflieger. Unbefriedigt von seinem Erstflug und beunruhigt durch den tödlichen Absturz Otto Lilienthals im selben Jahr nahm er ständige Verbesserungen an seinem Fluggerät vor. Neben seinem Luftfahrt-Engagement blieb er weiterhin hauptamtlich als Magistratsbeamter in Hannover im Dienst und ließ sich für seine Teilnahmen an der Internationalen Sportausstellung 1907 in Berlin und der ILA 1909 in Frankfurt vom Dienst befreien.
Im November 1913 gründete Jatho gemeinsam mit Partnern die Hannoverschen Flugzeugwerke GmbH, der jedoch kein wirtschaftlicher Erfolg beschieden war. Die Firma wurde bei Heeresaufträgen nicht berücksichtigt und musste bereits im August 1914 wieder schließen. Danach befasste sich Jatho nur noch theoretisch mit dem Flugzeugbau. Wegen gesundheitlicher Beeinträchtigungen betrieb er über Jahre seine Versetzung in den Ruhestand, die schließlich im April 1924 vorläufig und 1928 dauerhaft vollzogen wurde. Seine letzten Lebensjahre verbrachte er im Rollstuhl.

## Kunstradsport

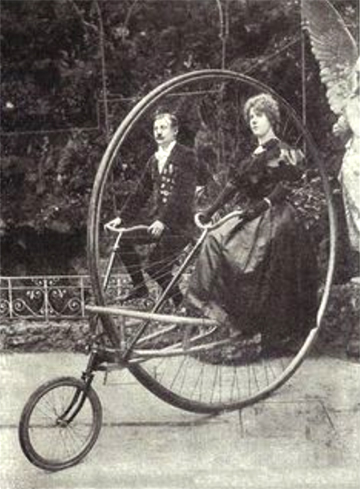
1900 oder 1901 von den Gebr. Forcke mit der Hannoverschen Gummi-Kamm-Compagnie, Act.-Ges. für Jatho und dessen Schwester produziertes Riesen-Sociable-Zweirad

Von Jugend an war Karl Jatho ein begeisterter Sportler und betätigte sich im Turnen und Schlittschuhlaufen. 1893 lernte er das Radfahren und trat im Jahr darauf dem Radfahrer-Club Hannover von 1895 bei. In den folgenden Jahren trat er erfolgreich als Kunstradfahrer auf dem Hochrad auf. Seine Paradeübung war ein freistehender Handstand auf einem 51 Zoll großen Hochrad von den Brennabor-Werken, von denen sich Jatho auch das „größte Hochrad der Welt“ mit 3,60 Metern Höhe bauen ließ. Später ließ er sich für 2000 Reichsmark ein 40 Kilogramm schweres Doppelsitzer-Hochrad von der Holzfelgenfabrik Gebr. Forcke bauen, das er gemeinsam mit seiner Schwester fuhr.

## Jathos frühe Flugapparate

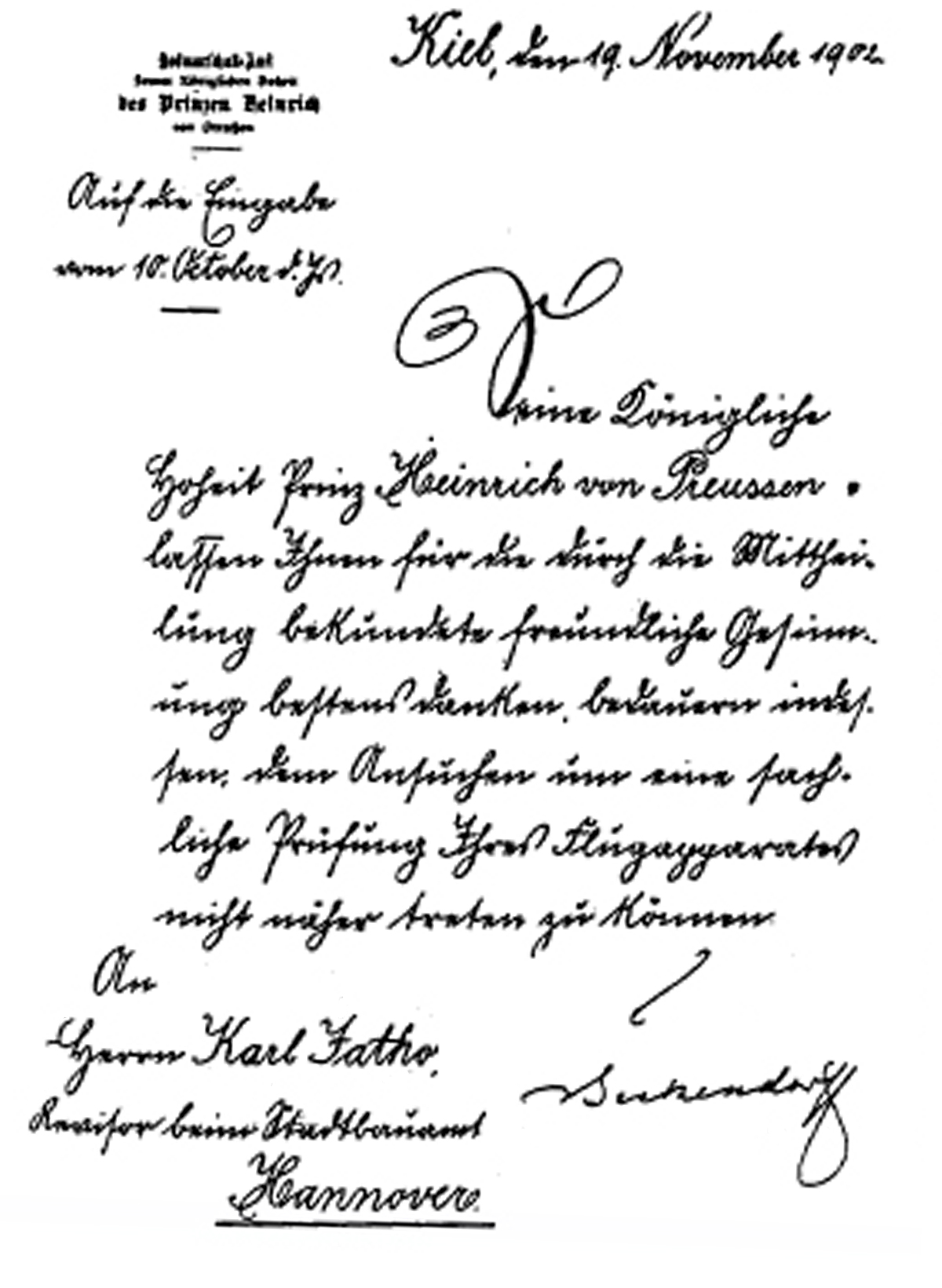
Seckendorff antwortet für Heinrich von Preußen am 19. November 1902 auf eine Eingabe von Herrn Karl Jatho, „Revisor beim Stadtbauamt“ Hannover

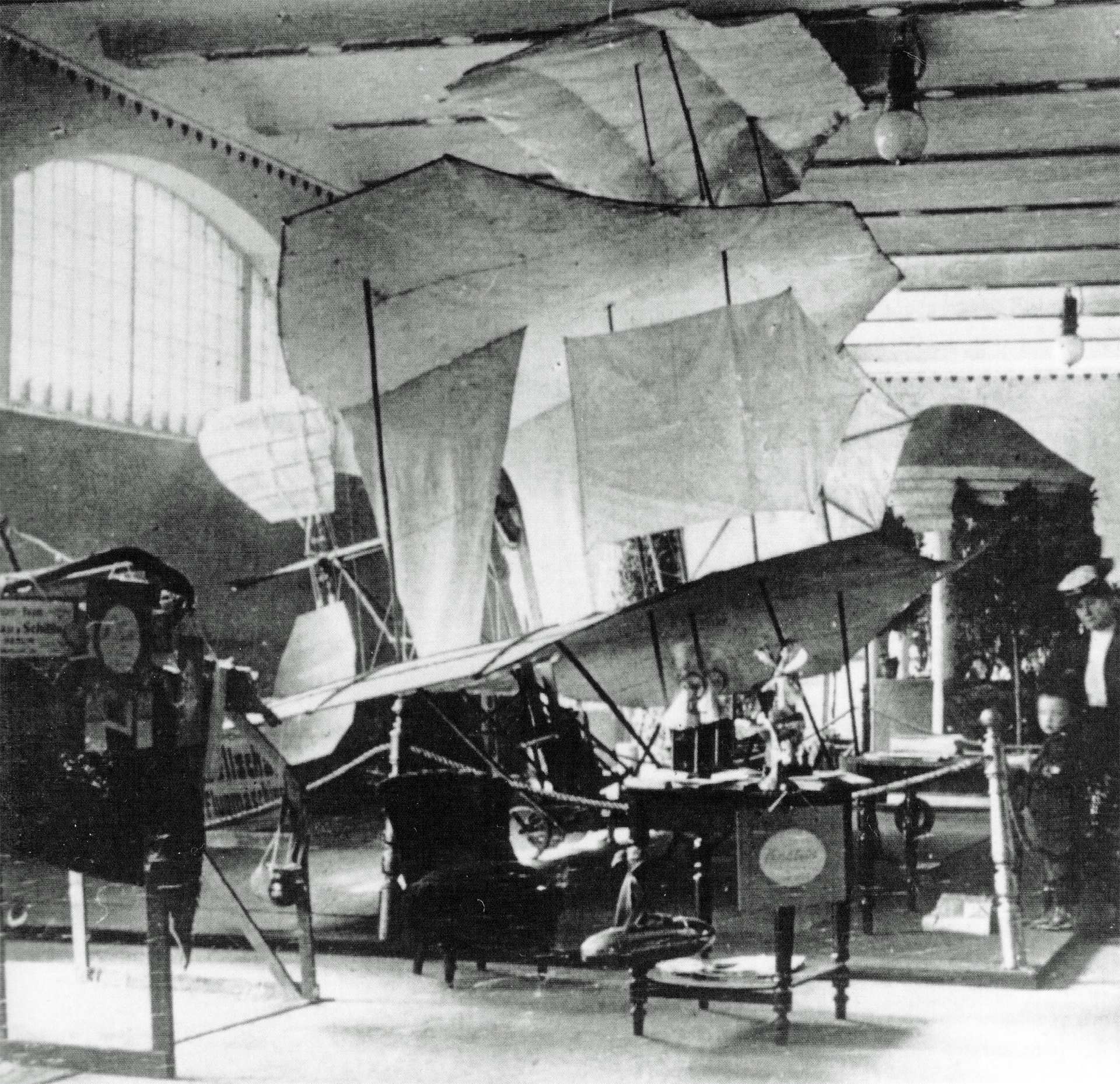
Der „Jatho-Drachen“ in der „Dreiflächer“-Version auf der Internationalen Sport-Ausstellung in Berlin vom 20. April bis 5. Mai 1907

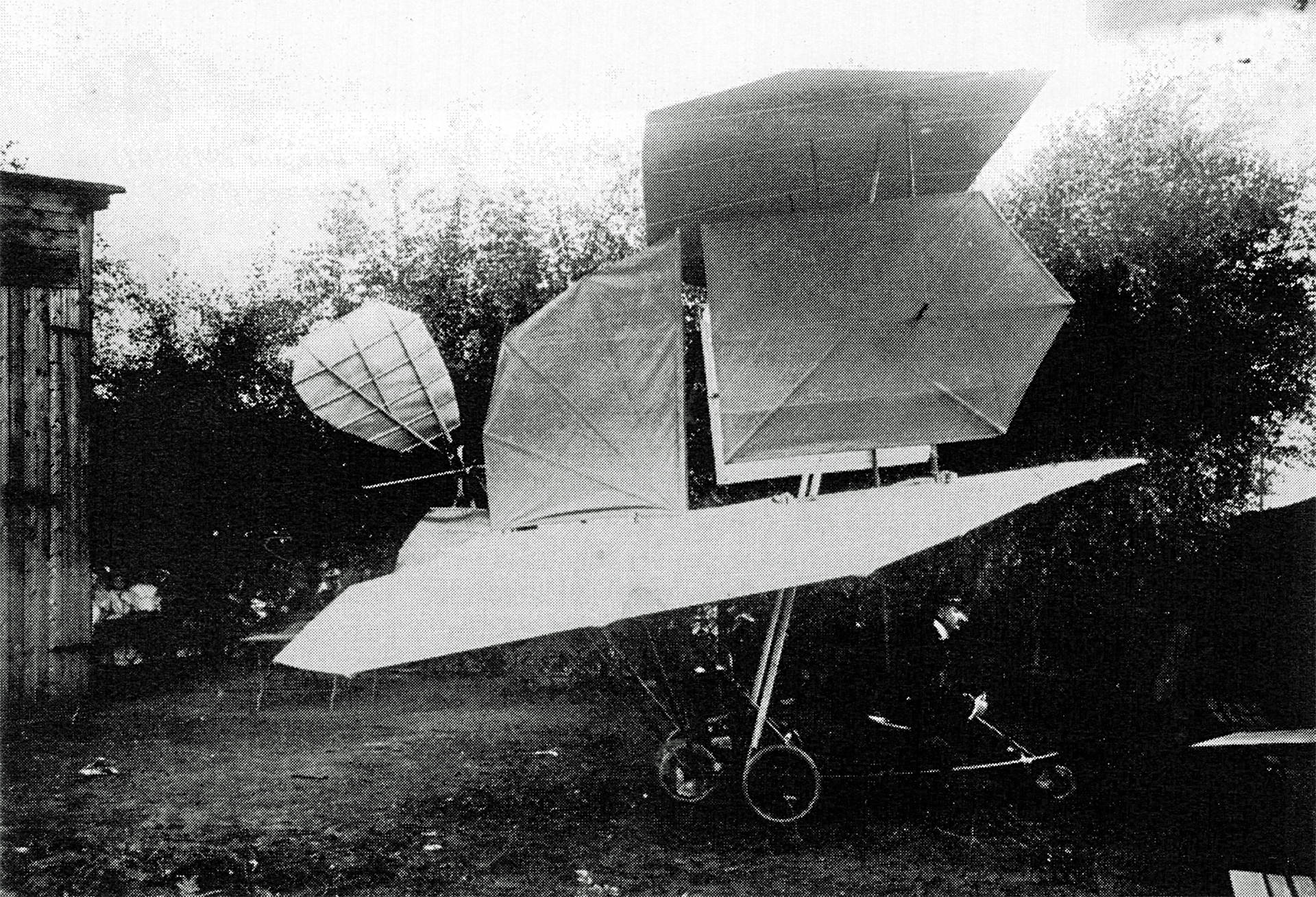
Der „Jatho-Drachen“ in der „Zweiflächer“-Version mit fünf Rädern, Automobil-Lenkrad und Luftschraube aus „Eschenholzgerippe mit Blechüberzug“ neben einem Schuppen. Das Bild ist frühestens aus dem Sommer 1907. Die gut erkennbare Lenksäule und das Automobil-Lenkrad, das Jatho umfasst, wurden erst ab Sommer 1907 verwendet.

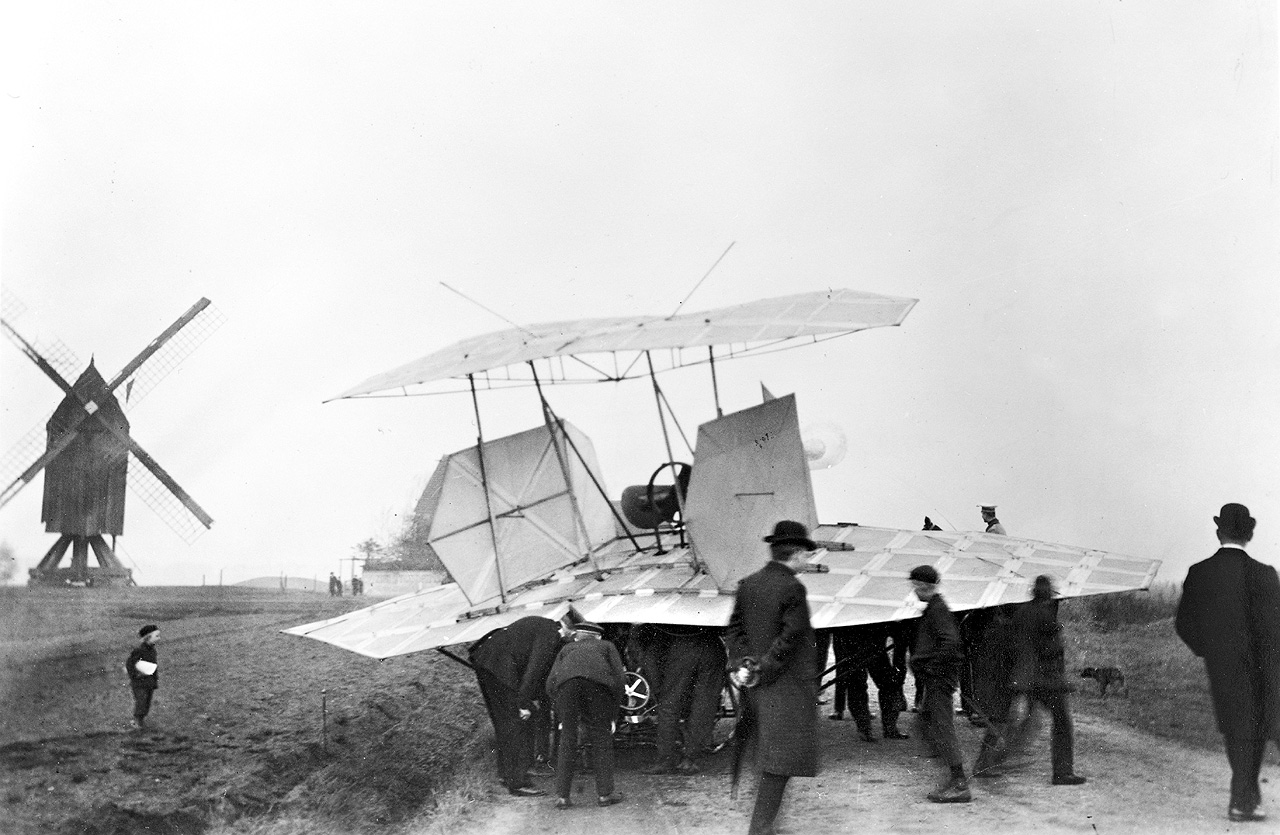
Der „Jatho-Drachen“ in der „Zweiflächer“-Version mit Automobil-Lenkrad und Aluminium-Luftschraube auf der Vahrenwalder Heide im Norden Hannovers im 2. Halbjahr 1907. Gut zu erkennen ist außerdem, dass der Fahrgestellrahmen auf dem Boden aufliegt.

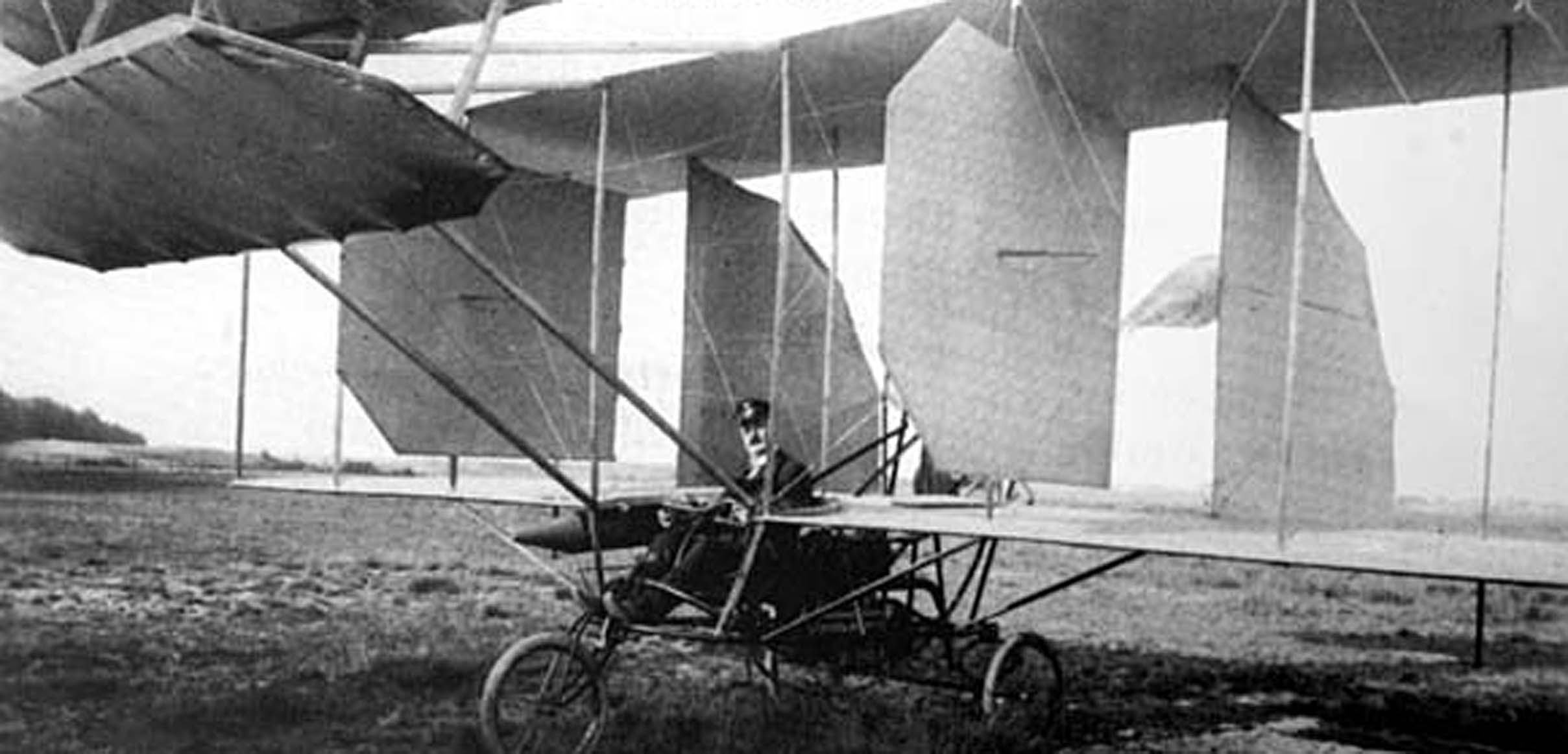
Der „Drachenflieger Nr. 4“ mit dem Jatho an der ILA 1909 teilnahm

### Zwei verschiedene Entwicklungs-Chronologien
In den Quellen, die über Jathos Entwicklungsschritte im Flugzeugbau berichten, ist übereinstimmend beschrieben, dass Jathos spätestens ab 1900 an einem Flugapparat arbeitete, der im Herbst 1902 aber noch nicht motorisiert war.
Ab 1903 sind über mehrere Jahre zwei prinzipiell verschiedene Entwicklungs-Chronologien dargestellt. Quellen, die bis zum Ende des Ersten Weltkrieges 1918 veröffentlicht wurden, berichten von Flugversuchen nach der Berliner Sportausstellung 1907 und dem Bau von drei motorisierten Flugapparaten bis 1909. Quellen, die nach Jathos Versetzung in den dauerhaften Ruhestand 1928 veröffentlicht wurden, berichten von Flugversuchen und Flügen ab 1903 und mehr als drei Flugapparaten, die bis 1909 gebaut wurden.

#### Hannoverscher Courier 1907, Rumpler 1909 und Hannoversche Sportwoche 1912
Die zeitnächsten unabhängigen Quellen zu seinem Projekt stammen aus den Jahren 1907, 1908 und 1909.

„Ein Flugapparat, der von Herrn Karl Jatho in Hannover konstruiert wurde, ist heute vormittag von einer Anzahl Interessenten, Offizieren, sowie Vertretern der Presse besichtigt worden. An dem Versuche ein lenkbares Luftschiff herzustellen, arbeitet Herr Jatho bereits zwölf Jahre. Er glaubt seine Absicht, ebenso wie der französische Luftschiffer Santos Dumont, durch einen Flugapparat zu erreichen. Das Jathosche Luftschiff besteht aus sechs Segeln (einem Horizontal-Grundtragsegel, einem Horizontal-Steuersegel, zwei Vertikal-Festsegeln und zwei Vertikal-Steuersegeln), einer Luftschraube und einer Gondel, auf der die Segel montiert sind. Getrieben wird der Flugapparat durch einen Motor Buchet von zwölf Pferdekräften. Das Gleichgewicht wird durch des Horizontalsteuersegel gehalten, das zugleich auch den Apparat auf- und niederlenken, sowie nach vor- und rückwärts heben soll. Die Grundrichtung geben die beiden Vertikal-Steuersegel an, die auch dazu dienen, die seitlichen Kurven zu beschreiben. Das Luftschiff ist vorläufig für einen Fahrer eingerichtet, dessen Sitz sich vor dem Motor befindet. Das Ganze ruht auf fünf Rädern, die in der Längsrichtung von vorn nach rückwärts kippbar angeordnet sind; das Vorderrad ist lenkbar eingerichtet, um beim Anfahren auf der Erde die Richtung anzugeben, bezw. noch zu ändern. Hat der Apparat, auf der Erde rollend und angetrieben durch die Luftschraube, eine Geschwindigkeit von 12 Metern pro Sekunde erreicht, so hebt der Fahrer, wie der Erfinder annimmt, die Längsstange des Horizontal-Steuersegels gegen die Luft und dann soll der Winddruck den Apparat auf die hinteren Räder drücken, so daß die Segel die nötige Schrägstellung einnehmen, um den Apparat zu heben. Das Grundsegel ist so groß gehalten, daß es im Falle des Versagen des Motors als Fallschirm wirken kann. Herr Jatho denkt in 8-10 Tagen auf der Vahrenwalder Heide aufzusteigen. Er hofft, mit seinem Apparat zuerst bei einer Höhe von 10-12 Metern eine Geschwindigkeit von 70 Kilometern in der Stunde zu erzielen. Nach dem geplanten Aufstieg werden wir auf die Einrichtung des Flugapparats noch näher zurückkommen.“

F.W. Oelze aus Hannover berichtet in seinem Artikel in den „Illustrierten Aeronautischen Mitteilungen“ vom 3. Januar 1908 über die „Anfahrversuche“ von Jatho und eine „wirkliche Flugprobe, wie eine solche in nächster Zeit stattfinden soll“.

„… Deshalb sind bis jetzt von Jatho nur Anfahrversuche, um die Wirkung der Luftschraube und die Festigkeit der gesamten Flugmaschine auszuprobieren, gemacht worden. Verschiedene Mängel stellen sich hierbei natürlich heraus, die sofort verbessert werden.
Der Apparat hat sich trotz 8 m pro Sekunde starken Windes fest und dauerhaft erwiesen. Die unebene und sandige, 200 m lange Anfahrbahn auf der Vahrenwalder Heide bei Hannover, welche eine Geschwindigkeit von nur etwa 6 bis 7 m pro Sekunde zuließ, wird in allernächster Zeit geebnet und befestigt.
Durch solch stetiges Probieren und Verbessern werden aber erst Erfinder wie Flugmaschine geeignet, eine wirkliche Flugprobe, wie eine solche in nächster Zeit stattfinden soll, mit Aussicht auf Erfolg auszuführen.“

Folgt man Rumpler, der 1909 in „Die Flugmaschine“ einen kurzen Überblick über von Jatho erstellte Flugapparate bis zum Redaktionsschluss seines Buches gibt, hat Jatho bis 1908/1909 zwei motorisierte Flugapparate gebaut und eine dritte Maschine für 1909 in Planung.

„Karl Jatho.
Einer der ersten, welche sich in Deutschland mit dem Bau von Flugmaschinen beschäftigten, war K. Jatho in Hannover. Er baute schon im Jahre 1900 einen Gleitflieger von 10 qm Fläche und später einen auf drei Räder gestellten Dreidecker von 48 qm Tragfläche, in welchen ein 9 PS Buchet-Motor einmontiert war. Dieser Apparat war auf der Sportausstellung zu Berlin 1907 zu sehen. Auf Grund mehrfacher Versuche baute Jatho denselben in einen Zweidecker um, welcher hier näher beschrieben werden soll. […] Der Apparat war auf ein System von fünf Rädern gestellt; eines war vorn, zwei in der Mitte und zwei waren hinten angebracht, jedoch berührten nicht alle Räder den Boden, denn die hinteren Räder liegen etwas höher als die vorderen. […] Wenn Jatho mit seinem Apparat bisher noch keine nennenswerten Flüge gelangen, so ist dies wohl ausser der viel zu tiefen Lage des Schwerpunktes dem viel zu schwachen Motor zuzuschreiben. Dies hat wohl auch Jatho selbst erkannt; denn er will nunmehr in seinen Apparat einen 35 PS Körting-Motor von 1200 Touren und 80 kg Gewicht einbauen. […]“

Inhaltlich bestätigt wird Rumpler, wenn man der in der Hannoverschen Sportwoche vom 1. Dezember 1912 veröffentlichten Chronologie folgt. Jatho baute in der Zeit von 1898 bis 1909 drei motorisierte Flugapparate. Im Einzelnen werden aufgezählt:
1. Ab 1898 baute Jatho einen Dreidecker (Zweidecker mit aufgesetztem Höhensteuer). Dieser „Drachenflieger“ hatte einen „9/12pferdigen Buchet-Luftschiffmotor“ und „ruhte auf fünf Pneumatik-Rädern“. Den Dreidecker „ereilte ein frühes Ende, denn bei den Anfahrversuchen in dem tiefen Sande der Vahrenwalder Heide überschlug er sich, wobei ein Segel und das Anfahrgestell zertrümmert wurden.“
2. Es folgte ein Zweidecker, bei dem erneut der Buchet-Motor eingesetzt wurde. Mit ihm gelangen „kurze, sprungartige Flüge“, bevor die Maschine in einem Graben „in Trümmer“ ging.
3. Daraufhin wurde ein Zweidecker, bei dem das Höhenruder vorn angebracht war, mit einem vierzylinder 36 PS Körting-Motor gebaut. Es wurden Flüge von vier Meter Höhe und neunzig Meter Länge ausgeführt, bevor „diesen Apparat während der Ila [1909] sein Schicksal ereilte“.

Diese Auflistungen von Rumpler und der Hannoverschen Sportwoche werden aus den Zeitungsberichten von 1907 bis ins Detail bestätigt, nach denen Jatho im April 1907 seinen Dreiflächer in Berlin ausstellte und am 1. August 1907 seinen Zweiflächer von Militärangehörigen und Pressevertretern besichtigen ließ und danach Roll- und Flugversuche unternahm.

#### Leonhardt 2002
Folgt man, wie es Wolfgang Leonhardt 2002 ausführt, den veröffentlichten Berichten und Jathos Notizen, baute Jatho in der Zeit von 1897 bis 1909 sechs motorisierte Flugapparate:
1. Von 1897 bis 1903 konstruierte Jatho einen Zweidecker mit aufgesetztem Höhensteuer und einem Grundtragsegel „Segel I“ mit ca. 24 m², Buchet-Motor und einer Gondel mit fünf Rädern.[2] Für die Roll- und Flugversuche wurde eine 180 m lange Bahn genutzt.[16] Diesen Dreiflächer nutzte Jatho vier Tage vom 18. bis 21. August 1903. Am 18. August 1903 gelang der erste Luftsprung von 18 m Weite, am 21. August 1903 wurde die Maschine umgeworfen, und ein Rad und die Segelfläche nahmen Schaden.
2. Vom 22. August bis 11. September 1903 erfolgte ein Umbau des defekten Dreiflächers in einen Zweiflächer mit 24 m² Segelfläche und 12 m² Höhensteuer. Am 23. September 1903 wird eine Aluminium-Luftschraube gebaut und montiert. Diese Maschine wurde bis November 1903 genutzt.[17]
3. 1904 baute er mit dem Buchet-Motor des 1903er Zweiflächers einen weiteren Zweiflächer „Jatho III“ ähnlich der Version von 1903 mit 51,8 m² Segelfläche auf einem Dreiradgestell, erzielte damit aber keine Verbesserungen.
4. Im April 1907 zeigte Jatho einen Dreiflächer mit Buchet-Motor und Luftschraube aus Eschenholzgerippe mit Blechüberzug in Berlin.
5. Am 1. August 1907 wurde der Presse ein Zweiflächer mit 24 m² Grundtragsegel, fünf Rädern und einem 12 PS Buchet-Motor vorgeführt, so wie er auch für September 1903 beschrieben wurde. Wie verschiedene Bilder[18] zeigen, wurde auch im Jahr 1907 ein Luftschraubenwechsel auf eine Aluminium-Luftschraube vorgenommen, obwohl nach Jathos Notizen bereits seit 23. September 1903 eine Aluminium-Luftschraube Verwendung fand. Und ebenso wie 1903 war die Fahrbahn 1907 für die Roll- und Flugversuche 180 m lang. Über Roll- und Startversuche mit dem am 1. August 1907 der Presse vorgestellten Zweiflächer wurde ab Oktober berichtet. Die Maschine hob aber nicht ab.
6. 1907/1908 wurde ein Zweidecker mit vorn liegendem Höhenruder und 36 PS Körting-Motor gebaut und auf der ILA 1909 ausgestellt und vorgeführt.

Die frühen Luftsprünge des Dreiflächers 1903, der Umbau zum Zweiflächer 1903, die Umrüstung der Luftschraube auf eine Aluminium-Version 1903, die Flugleistungen des Zweiflächers 1903 und die Maschine Jatho III von 1904 sind nicht über zeitnahe Zeitungsberichte und Fotos belegt, sondern ausschließlich in persönlichen Notizen Jathos, die ab 1933 ausgewertet wurden, beschrieben.

### Identische Entwicklungsschritte 1903 und 1907
Bisher sind keine Quellen bekannt, die sich mit dieser von Leonhardt aus Buch- und Zeitungsberichten und Jatho-Notizen zusammengetragenen Gesamt-Chronologie auseinandersetzen, nach denen Jatho sowohl 1903 als auch 1907
- eine 180 m lange Rollbahn anlegt,
- für seine Flugapparate den gleichen Motor und die gleichen Konstruktionen verwendet,
- seinen Dreiflächer in einen Zweiflächer umbaut,
- die Luftschraube aus Eschenholzgerippe gegen eine Aluminium-Luftschraube austauscht.

Aus Leonhardts Datensammlung ergibt sich, dass alle wesentlichen Entwicklungsschritte an Jathos Flugapparat, die in Jathos Notizen dem Zeitraum August bis November 1903 zugeordnet sind, auch ab April 1907 in identischer Form, diesmal von Dritten dokumentiert, durchlaufen wurden. Wenn man diese ab 1907 öffentlich begleiteten Entwicklungsschritte an Jathos Flugapparat als gesichert betrachtet, erscheinen die Jatho zugeschriebenen Notizen der Entwicklungsschritte zum Jahr 1903 wie eine zeitlich vorverlegte Kopie der Entwicklungsschritte von 1907.

### Keine Geheimhaltung seitens Jatho ab 1902
Bereits 1935 warf Supf die Frage auf, warum man 1903 „so wenig von ihm [Jatho] gehört hat.“ und beantwortete die Frage selbst mit der Vermutung, die offensichtlich spätere Autoren von ihm übernahmen:

„[…] Dann aber mag auch Jatho selber wenig daran gelegen gewesen sein, daß seine Flugversuche bekannt wurden. Denn er war als städtischer Beamter am 16. März 1901 in den Dienst des Magistrats der Stadt Hannover übernommen worden, und es bestand für die Beamten ein Verbot jeglicher ‚außerdienstlicher Betätigung‘. So ist es wohl zu verstehen, daß Jatho in jener Zeit seiner Flugleidenschaft nur heimlich nachging und ihm daran liegen mußte, sie möglichst verborgen zu halten.“

Es gibt einen klaren Beweis, dass Jatho seinen Flugapparat 1903 nicht geheim hielt, sondern spätestens ab 1902 sogar genau das Gegenteil tat und an hoher Stelle um Kenntnisnahme bat. Unter seiner Dienstadresse „Revisor beim Stadtbauamt Hannover“ als Absender schrieb er 1902 an Heinrich von Preußen in Kiel und bat um eine sachliche Prüfung seines Flugapparats, dem zu diesem Zeitpunkt auf jeden Fall der Motor fehlte. Mit Schreiben vom 19. November 1902 (s. Bild) erteilte man ihm auf diese Bitte eine freundliche Absage.

### Unvollständiger Prioritätsanspruch auf ersten Motorflug 1903
In Jathos Notizheft findet sich für den 18. August 1903 zu seinem „Apparat“ folgender Eintrag: „Am 18. August 1903 der erste Luftsprung bei ganz windstillem Wetter 18 Meter in dreiviertel Meter Höhe.“ Weiteren persönlichen Notizen entsprechend beschreibt er für August 1903 seinen Flugapparat als „Dreiflächer“ (Doppeldecker mit aufgesetztem Höhenruder), mit einem 12-PS-Einzylinder-Benzinmotor von Buchet, 48 m² Flügelfläche und 272 kg Leergewicht. Der im April 1907 in Berlin ausgestellte Jatho-Drachen (s. Bild) scheint diesen Notizen nach mit der Maschine von 1903 gleich zu sein.
Weitere Notizen beschreiben für den 21. August 1903 einen Bruch am Jatho „Dreiflächer“ und einen Umbau zum Jatho „Zweiflächer“, der bis zum 11. September 1903 dauerte. Nach eigenen Angaben verbesserte Jatho danach seine Flugleistung bis November 1903 auf 60 Meter und eine Höhe über 2,5 Meter.
Jathos „Luftsprung“-Notizen zum Jahr 1903 reichen in Verbindung mit 30 Jahre später abgegebenen Bestätigungen von Augenzeugen ab 1933 vielen Autoren aus, für Jatho einen Prioritätsanspruch auf den weltweit ersten Motorflug abzuleiten, da der (angeblich) erste Motorflug der Brüder Wright rund vier Monate nach Jathos Terminangabe für seinen Erstflug liegt.
Die Entstehung der Jatho-Notizen, der Termin ihrer ersten Publikation, der genaue Wortlaut der Zeugenbestätigungen und der Verbleib dieser Bestätigungen sind nach aktueller Quellenlage unklar, so dass diese Art der Beweisführung so lange unvollständig bleibt, wie ihre Prämissen unklar und damit unvollständig sind.
Karl Jatho selbst hielt seinen Notizen nach den Motor, den er beim Erstflug seines Doppeldeckers verwendete, für zu schwach für einen fortgesetzten Motorflug. Supf schreibt, dass Jatho 1903 die Motorkraft „durch Herabrollen von erhöhter Stelle“ steigerte.

### Flugversuche ab 1907

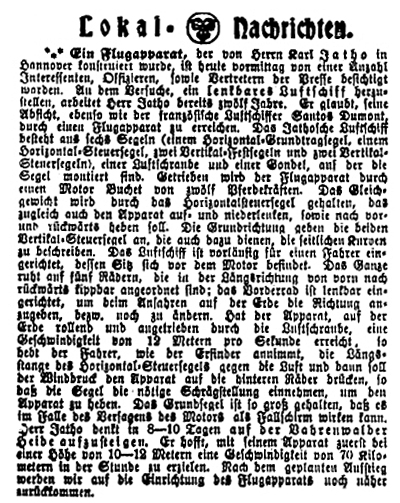
Der Bericht Ein Flugapparat aus dem Hannoverschen Courier vom Donnerstag, dem 1. August 1907 über die Besichtigung des Jatho Zweiflächers durch Militär und Presse. Am Ende heißt es: „Nach dem geplanten Aufstieg werden wir auf die Einrichtung des Flugapparats noch näher zurückkommen.“

Ab März 1907 bis zum Beginn des Ersten Weltkrieges sind Jathos Flugzeugbau und seine Flugversuche von lokaler und überregionaler Presse häufig dokumentiert. Allein im Jahr 1907 sind vom 1. März in der Automobil-Welt und der Allgemeine Automobil Zeitung bis zum 20. Dezember wenigstens 14 Berichte in fünf verschiedenen Zeitungen und Zeitschriften nachgewiesen. Diese Berichte beziehen sich inhaltlich auf Jathos Teilnahme an der Sportausstellung in Berlin 1907, auf die Konstruktion und den Bau seines Jatho-Drachens (s. Bild Jatho-Drachen) und den Stand der Vorbereitungen für die Flugversuche. Diesen Berichten nach waren Flugversuche nicht möglich. Neben ungünstigem Wetter und Terminproblemen wurde als Grund auch die „Anlaufbahn“ genannt. Sie ließe die benötigte Geschwindigkeit nicht zu und müsse noch befestigt werden. Zusammengefasst ergeben diese Berichte übereinstimmend, dass für Jathos Drei- und Zweiflächer 1907 keine Luftsprünge oder Flüge verzeichnet sind.
Bezogen auf die beiden möglichen Entwicklungs-Chronologien (s. o.) bedeutet das, dass Jatho vor 1908 überhaupt nicht geflogen ist oder dass er nicht in der Lage war, seine Leistungen von 1903 im Jahr 1907 zu reproduzieren.
Eine wichtige kleine Zeitungsnotiz zum Jatho-Drachen stammt vom 20. August 1907. Sie beschreibt den Umbau von Fahrrad- zur Automobillenkrad-Steuerung und hilft damit bei der zeitlichen Einordnung vieler Fotografien:

„Das Lenkbare Luftschiff, das des Herrn Jatho, das der Erbauer 'Drachenflieger' genannt hat, ist in diesen Tagen seiner Vollendung nahe gerückt, sodaß vielleicht am Mittwoch [21. August 1907] der erste Aufstieg erfolgen kann. Dieser war bereits zum Sonntag geplant, mußte jedoch einiger Metallteile wegen, deren Absendung aus Dresden sich verzögert hat, um einige Tage verschoben werden. Der 'Drachenflieger' hat in letzter Zeit noch einige wesentliche Verbesserungen erfahren, u. a. statt der tiefliegenden Fahrradsteuerung ein höheres Automobillenkrad.“

Am 20. August 1909 wird unter dem Titel „Flieger Jatho“ und bezogen auf den „Drachenflieger Nr. 4“ der bislang früheste Pressebericht über einen Jatho-Flug veröffentlicht:

„Flieger Jatho. Karl Jatho-Hannover hat mit seinem jetzt fertiggestellten Aeroplan einige Flugversuche auf der ihm zu diesem Zwecke von der Militär-Verwaltung zur Verfügung gestellten Vahrenwalder Heide unternommen, die, wie uns mitgeteilt wird, die Stabilität und das gute Funktionieren aller Teile erwiesen haben. Am 14. August gelang es Jatho, sich bereits nach einer Anfahrtstrecke von nur 35 Metern mit seinem Apparat ca. 1 Meter vom Boden zu erheben und eine Strecke von 20 Metern zu fliegen. Jatho wird sich im Laufe dieser Woche mit seinem Drachenflieger zur „ILA“ nach Frankfurt begeben.“

Und am 25. August 1909, ein Mittwoch, wird unter dem Titel „Luftschiffahrt“ ein weiterer Pressebericht über einen Jatho-Flug veröffentlicht:

„[…] Am Freitag [20. August 1909] abend gelang es Herrn Jatho nach einem ganz kurzen Anlauf von nur 30 Metern einen Flug über eine kurze Strecke in ungefähr 3 Meter Höhe auszuführen. Beim Landen erhielt der Apparat einige Kontusionen, welche im Lauf des folgenden Tages wieder ausgebessert worden sind. Bei den am Sonnabend vorgenommenen Versuchen zeigte sich, daß die Tragsegel infolge Einbiegens des Chassisrahmens nicht in die zum Aufstieg nötige schräge Lage gebracht werden konnten. Trotzdem erhob sich der Apparat infolge des gut funktionierenden Höhensteuers noch ½ Meter über den Boden, weitere Versuche mußten jedoch abgebrochen werden, da der am Chassisrahmen aufgetretene Mangel sich immer stärker bemerkbar machte. […]“

## Flugzeugwerk 1913
Nach seiner erfolglosen Teilnahme an der ILA 1909 mit dem „Drachenflieger Nr. 4“ baute Jatho ein Flugzeug, das im Ganzen Bleriots Maschine ähnelte. Diese Maschine zeigte er am 10. Juli 1910 Mitgliedern des Deutschnationalen Handlungsgehilfen-Verbands, und sein Monteur Adler führte sie im Flug vor.
Bis 1914 baute Jatho mit seinen Helfern weitere Flugzeugmodelle wie zum Beispiel die „Stahltaube“ von 1911. Mit einem „Jatho-Eindecker“ führte Albin Horn am 2. April 1913 als Erster einen Rundflug um Hannover aus. Albin Horn verunglückte am 28. Mai 1913 mit dem Jatho-Eindecker tödlich.
In den von Jatho am 26. November 1913 gegründeten Hannoverschen Flugzeugwerken entstehen weitere, verbesserte Flugzeugmodelle. Seiner Firma sowie der von ihm gegründeten Fliegerschule war jedoch kein Erfolg beschieden. Nachdem das Militär kein Interesse gezeigt hatte, wurden beide Einrichtungen 1914 geschlossen.

## Unklare Augenzeugen-Beglaubigungen von 1933 und ihr Verbleib
Nach den bisherigen Quellen wurde erstmals am 17. September 1933 publiziert, dass es für die „Luftsprünge“ von 1903 „einwandfreie“ Zeugen gäbe; ohne dazu irgendwelche Details anzugeben:

„[…] denn Karl Jatho hat bereits fast ein halbes Jahr vor ihnen [den Brüdern Wright] die ersten einwandfrei bezeugten Luftsprünge mit seinem selbstgebauten Motorflugzeug ausgeführt. […]“

Aber die Presse ist sich in der Zeugenfrage nicht einig, denn noch Ende Oktober 1933 war es Jathos „tragisches Erfinderschicksal“, dass er 1903 eine Beglaubigung durch Zeugen versäumt habe:

„[…] Dem Hannoveraner Karl Jatho gelang am 18. August 1903, vier Monate vor den Gebrüdern Wright, der erste Flug mit einem selbstgebauten Motorflugzeug. Leider versäumte dieser Pionier der Luftfahrt, sich seinen ersten Flug von Zeugen beglaubigen zu lassen.“

Supf berichtet 1935 von vier Zeugen ohne dabei Angaben zum beglaubigenden Notar zu machen:
1. Richard Probst, der ab 1906 Helfer bei Jatho war (* 22. Januar 1890; † 23. März 1959),
2. Adolf Heuer, der 1902 bis 1906 Betreiber des Gasthauses „Lister Mühle“ Am Jagdstall war, wo Jatho seinen Flugzeugschuppen hatte,
3. Elisa Homburg, die Haushälterin Adolf Heuers,
4. Karl Hellwinkel, Bankbeamter.

Leonhardt nennt als beglaubigenden Notar Dr. Hermann Koch, Hannover, und hat aus Nachkriegspressemeldungen zwei Zeugen recherchiert, die ihre Bestätigung am 24. August 1933 in Hannover gemacht haben sollen:
1. Dr. Otto Woltereck, Eichstr. 33, Hannover,
2. Karl Hellwinkel, Bankbeamter, Mozartstr. 14, Hannover.

Der genaue Wortlaut und ein konkreter Hinweis über den Verbleib der Beglaubigungen finden sich in den Quellen nicht.

## Keine „Luftsprung“-Beweise durch Nachbauten 1933 und 2006
Wiederholt wurde versucht, mit Nachbauten des „Jatho-Drachens“ die ersten Flüge zu beweisen. Nachgebaut wurde jeweils die Eindecker-Version mit aufgesetztem Höhenruder („Zweiflächer“), die am 1. August 1907 von Jatho öffentlich vorgestellt worden war. Mit keinem der Nachbauten gelang bislang ein „Luftsprung“ wie Jatho es notiert hat.

### 1933 Hegge

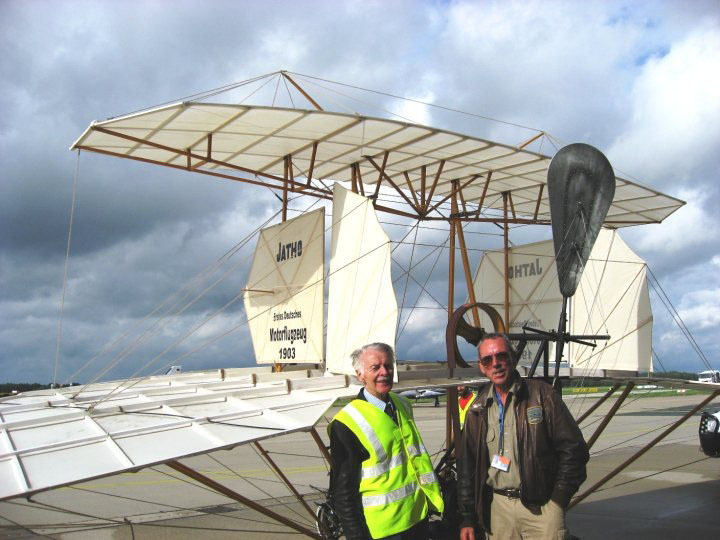
Der Konstrukteur des Jatho-Drachen-Nachbaus von 2006, Harald Lohmann, mit Gunter Hartung vor dem Nachbau.

Im Sommer 1933 ließ der ehemalige Jatho-Mitarbeiter Werner Hegge einen Nachbau anfertigen, um anlässlich der Einweihung des Karl-Jatho-Denkmals an der Vahrenwalder Heide zu beweisen, dass Jathos Konstruktion vor dem Flieger der Wrights „Luftsprünge“ ausgeführt haben könnte. Von dieser Veranstaltung vom 8. Oktober 1933 berichtet der Hannoversche Kurier am 9. Oktober 1933: „Leider war es infolge des schlechten Wetters nicht möglich, den Eindecker, der nach dem Vorbild des Jatho-Flugzeugs, mit dem der erste Flug durchgeführt war, rekonstruiert ist, über dem Denkmal kreisen zu lassen.“ Dieser Nachbau war zunächst in Hannover und ab 1936 in Berlin in der „Deutschen Luftfahrt-Sammlung“ als Exponat zu besichtigen.

### 2006 Lohmann
Der Konstrukteur historischer Flugzeuge Harald Lohmann baute in Zusammenarbeit mit dem Arbeitskreis Technik- und Industrie-Geschichte (AKTIG) und dem von Gunter Hartung geleiteten Projekt Wir waren die Ersten den Jatho-Drachen in den Jahren 2005 und 2006 detailgetreu nach. Der Nachbau ist in der Ausstellung „Welt der Luftfahrt“ am Flughafen Hannover zu sehen.
Die Flugerprobung, die im September 2006 begonnen wurde, um die Flugfähigkeit der Konstruktion zu beweisen, wurde nach erfolgreichen Rollversuchen wegen des […] böigen Windes abgebrochen. Die Verantwortlichen waren übereingekommen, eine stabile Herbstwetterlage für die weitere Erprobung abzuwarten. Mittlerweile wurde der Nachbau als Exponat der Ausstellung Welt der Luftfahrt für weitere Versuche unzugänglich.

## Gedenken

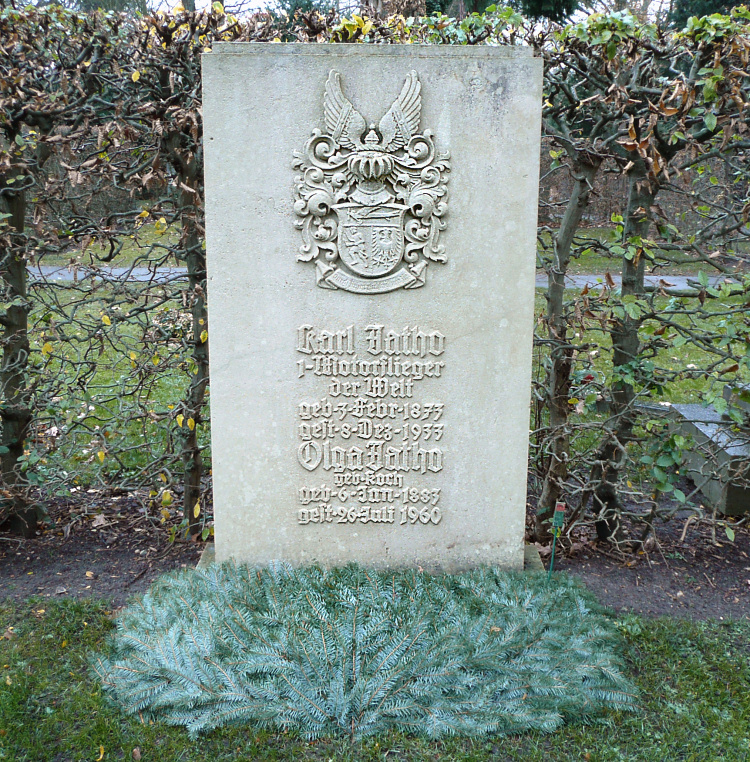
Das Grab Karl Jathos auf dem Stadtfriedhof Engesohde in Hannover

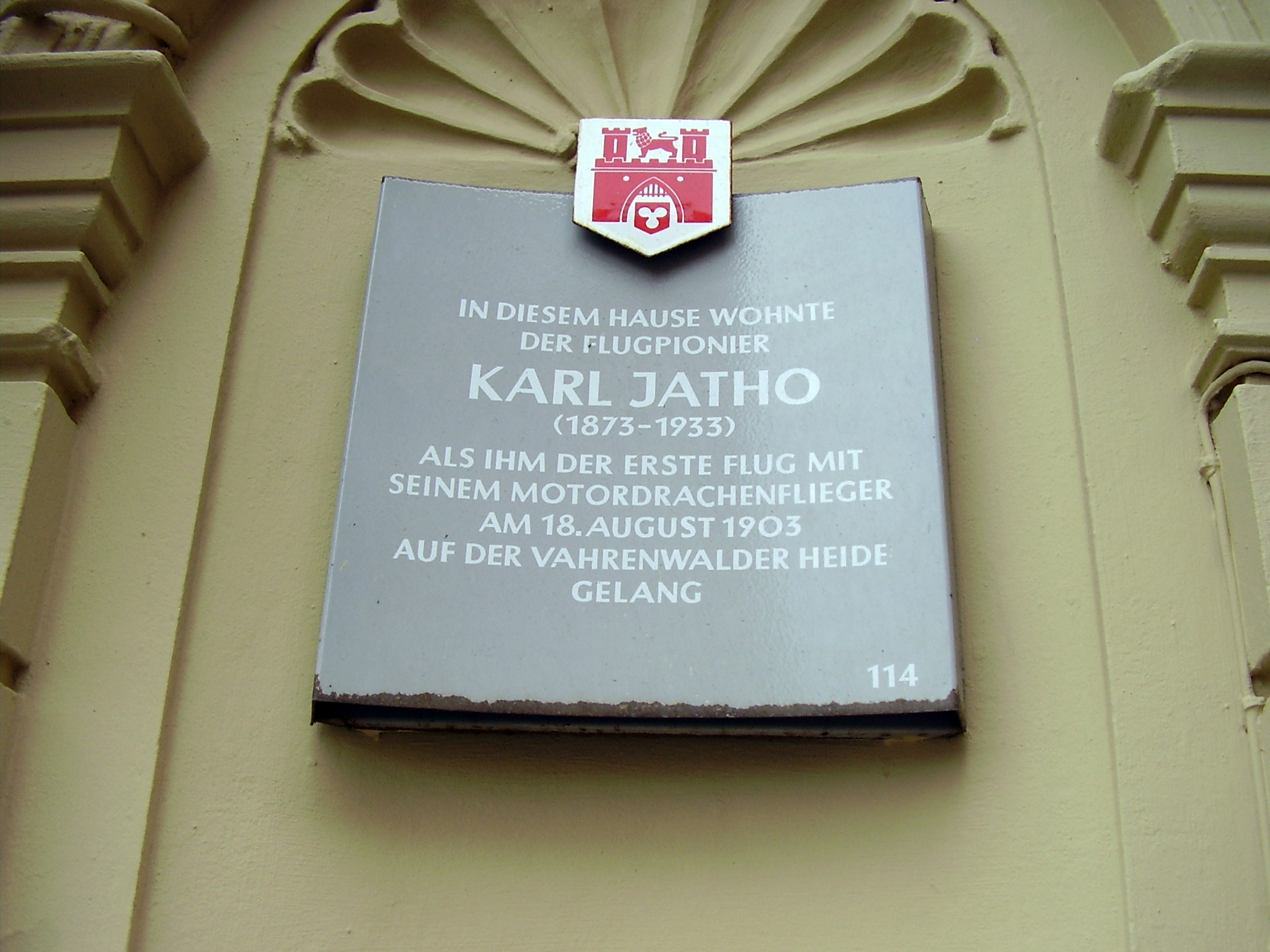
Stadttafel am früheren Wohnhaus von Karl Jatho in Hannover

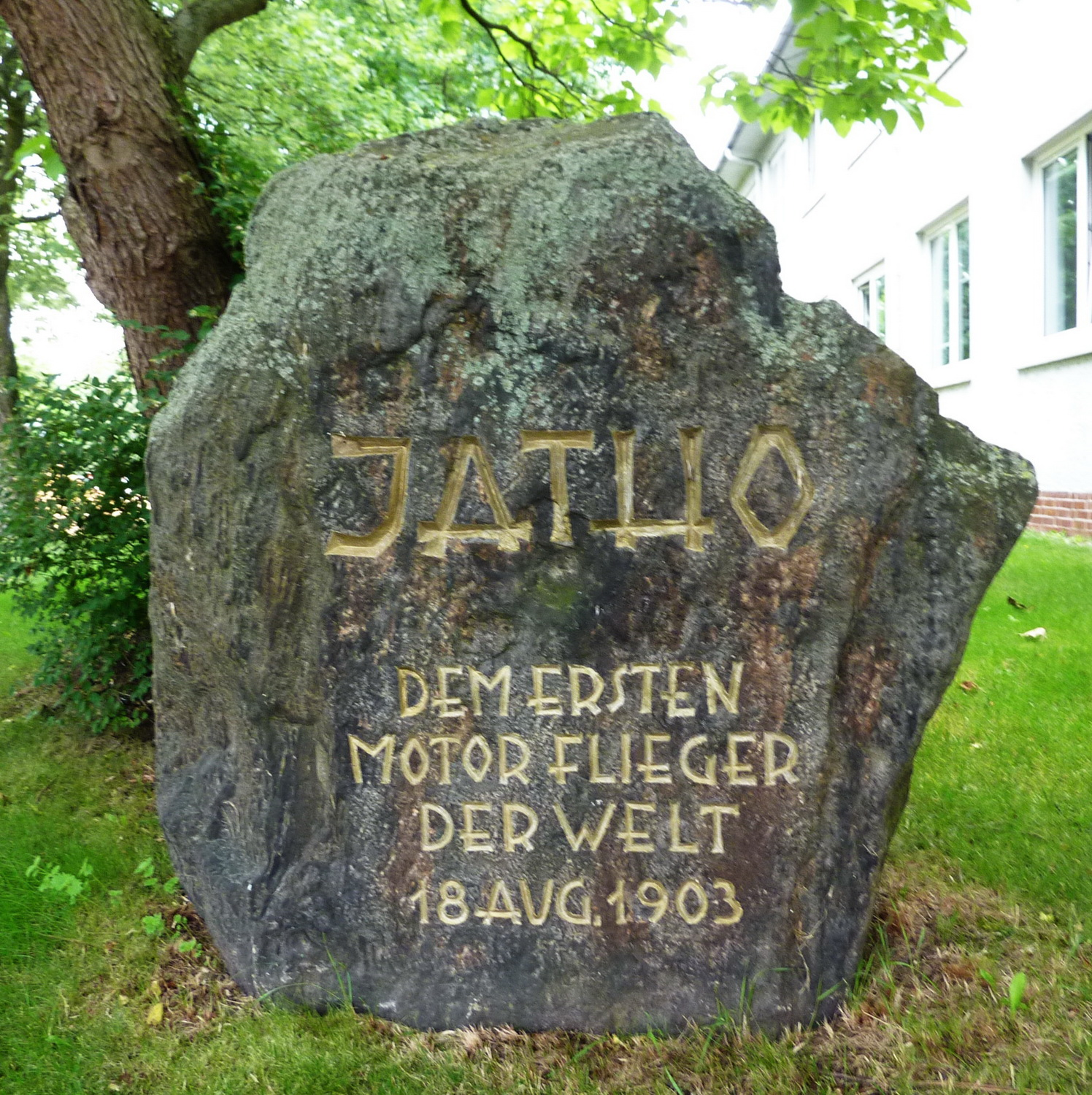
Gedenkstein von 1933 für Karl Jatho am Flughafen Hannover

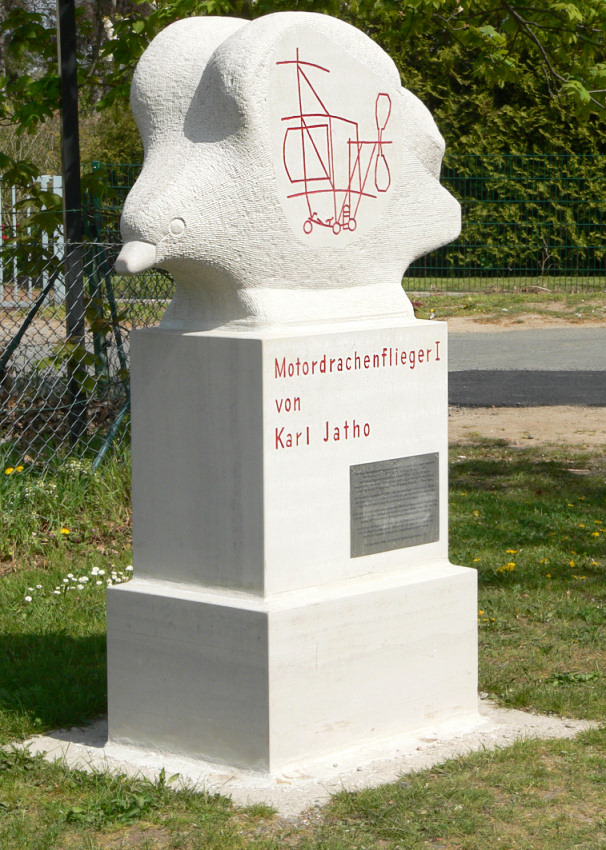
Gedenkstein von 2006 für Jatho nahe seinem früheren Flugfeld am Flughafen Hannover-Vahrenwald

Am 8. Oktober 1933 war auf dem damaligen Flughafen Vahrenwald im Beisein des Geehrten ein Gedenkstein enthüllt worden. Anlass war der „30. Jahrestag seines Fluges vom 18. August 1903“. Dieser Gedenkstein wurde im März/April 1952 von seinem bisherigen Standort vor das neue Gebäude der Flugleitung in Langenhagen versetzt, wo er seither – ohne Sockel, ohne die Adlerplastik und ohne Hakenkreuz – steht.
In Hannover errichtete 2006 der Arbeitskreis Stadtteilgeschichte List auf der nördlichen Seite des Mittellandkanals, zwischen Reiterstation und Lister Bad einen Gedenkstein für Jatho. Der Stein steht auf der früheren Vahrenwalder Heide, auf der sich heute Kleingärten befinden. Anfang des 20. Jahrhunderts war hier das Flugfeld, auf dem Jatho seine Flugversuche unternahm. In diesem Bereich legte er eine 180 m lange Startbahn an und errichtete 1897 einen Hangar mit Werkstatt. Aus diesen Anfängen entwickelte sich im Laufe der Zeit der 122 Hektar große Flughafen Hannover-Vahrenwald, der bis zum Ende des Zweiten Weltkriegs in Betrieb war. Erst danach entstand der Flughafen Hannover-Langenhagen.
Die Stadt Hannover ehrt ihren Flugpionier durch eine Gedenktafel an dem Haus in der Südstadt, in welchem Jatho zur Zeit seines Fluges im Jahr 1903 gewohnt hatte.
In Hannover-Vahrenwald befindet sich eine Jathostraße. In Nürnberg wurde im Bereich des örtlichen Flughafens eine Straße Karl-Jatho-Weg benannt, ebenso in Wesel eine Karl-Jatho-Straße.
Die Hauptschule am Büssingweg 9 in Hannover heißt seit dem 27. Januar 2006 „Karl-Jatho-Schule“ und das Terminal für allgemeine Luftfahrt (GAT) am Flughafen Hannover trägt seit September 2006 den Namen „Karl Jatho Terminal“.

## Kritik

### Flugleistungen
Jathos frühe Flugleistungen sind, selbst wenn sie bewiesen wären, umstritten. Peter Supf schreibt in seinem Buch der deutschen Fluggeschichte über Jatho: „Die Wrights konnten, nachdem ihnen die ersten Flüge geglückt waren, tatsächlich fliegen, […] Jatho aber konnte erst in den Jahren 1909–1911 seine Flüge wieder fortsetzen, die auch dann noch zunächst unter den Leistungen der damaligen Zeit lagen.“ Für die Behauptung von Supf, dass Jatho bis 1909 nicht „tatsächlich fliegen“ konnte, lassen sich Indizien anführen.
- So schreibt Wolfgang Leonhardt: „Die ersten Zeitungsberichte über […] Karl Jatho […] stammen nachweislich aus dem Jahre 1907.“[23] In den dort zitierten Berichten aus dem Jahr 1907 wird über die Maschine und Rollversuche geschrieben, aber nicht über erfolgreiche Flüge im Jahr 1907 oder davor: „Trotzdem die Witterungsumstände günstig waren, gelang ein Aufstieg des Apparates […] nicht …“.
- Eckard Sauer berichtet über die Flugwettbewerbe der ILA 1909: „Als einziger Deutscher ging Ingenieur August Euler an den Start.“[40] Das heißt, dass Jatho bei der ILA 1909, obwohl er mit Fluggerät und Monteuren angereist war,[6] nicht an den Flugwettbewerben teilgenommen hat.
- Als weiteres Indiz für die Richtigkeit von Supfs Zweifeln an Jathos Flugleistungen sei auf Jathos Tragwerkskonstruktion verwiesen, wie sie Wolfgang Leonhardt mit Bild der Maschine von 1907[41] und der Lohmann-Nachbau von 2006[42] dokumentieren. Diese Quellen zeigen, dass Jatho weitgehend auf eine Profilwölbung verzichtete und dass das Holzleisten-Stützgerüst der Tragfläche auf der Oberseite der Bespannung offen in der Luftströmung lag. Im Gegensatz dazu setzten die von Supf vergleichsweise herangezogenen „tatsächlich fliegenden“ Wrights, die auf Lilienthals Erkenntnissen aufbauten, gewölbte Tragflächen[43] mit glatter Oberfläche ein. Sowohl Lilienthal wie auch die Wrights bewiesen mit Gleitflügen die Wirksamkeit ihrer Tragflächen bereits vor 1903 in öffentlichen praktischen Versuchen bzw. mit Fotografien des fliegenden Doppeldecker-Gleitapparats. Vergleichbare Dokumente zum „Jatho-Drachen“ sind bislang nicht bekannt.
- Die erste von Jatho hergestellte Maschine, mit der öffentlich reproduzierbare Flüge gelangen, war ab 10. Juli 1910 ein Bleriot-Nachbau.[26][27]

### Innovationen
Andererseits, falls der Prioritätsanspruch auf ersten Motorflug 1903 bewiesen würde, müsste anerkannt werden, dass Jatho im August und November 1903 ein Flugzeug geflogen hätte, das über einen Pilotensitz verfügte, mit einem Beckengurt als Sicherheitseinrichtung versehen war und ohne Starthilfe von außen aus eigener Kraft auf dem eigenen Fahrwerk starten und landen konnte. Die Wrights flogen im Dezember 1903 mit einem Flugzeug ohne Pilotensitz, bei dem der Pilot bäuchlings auf der Tragfläche lag. Ihr Flugzeug benötigte, da es kein Fahrwerk hatte, eine Startschiene. Da sie nur Kufen als Landegestell montiert hatten, konnten sie nur auf geeigneten Stellen wie der Sandfläche bei Kitty Hawk fliegen und landen. Jatho hätte dann bereits 1903 Flugzeugkomponenten genutzt, die bei anderen Flugpionieren erst Jahre später eingeführt wurden.

## Weitere Quellen
- Persönliche Dokumente von Karl Jatho, Historisches Museum am Hohen Ufer, Pferdestraße 6, 30159 Hannover

## Filme
- Sorry Mister Wright – Der Flugpionier Karl Jatho. Dokumentarfilm, Deutschland, 2006, 45 Min., Buch und Regie: Gunter Hartung, Produktion: NDR, Filminformationen vom NDR
- Wir waren die Ersten – Die Luftfahrt begann in Hannover. Dokumentarfilm, Deutschland, 2009, 45 Min., Buch und Regie: Gunter Hartung, Produktion: TWA-Film (englische Version: Made in Hannover – German Aviation Pioneer Karl Jatho took off ahead of Orville Wright. Dokumentary Germany, 2010, 45 min. Script/Director: Gunter Hartung, TWA-Film Production)